# Talayra brevipilis
Talayra brevipilis is een keversoort uit de familie zwamspartelkevers (Melandryidae). De wetenschappelijke naam van de soort werd in 1929 gepubliceerd door Arthur Mills Lea.